# Saint-Sauveur (Canada)
Saint-Sauveur è un comune del Canada, situato nella provincia del Québec, nella regione di Laurentides.